# Église San Filippo Neri (Rome)
L'église San Filippo Neri est une église désacralisée de Rome, importante pour des raisons historiques et artistiques. Située via Giulia, elle a été construite à l'époque baroque. San Filippo était censé être démolie avec le quartier environnant à la fin des années 1930, mais en raison du début de la Seconde Guerre mondiale, la démolition a été interrompue. Abandonnée et profanée après la guerre, elle a été restaurée en 2000, mais conserve un usage séculier et n'est pas accessible.

## Emplacement

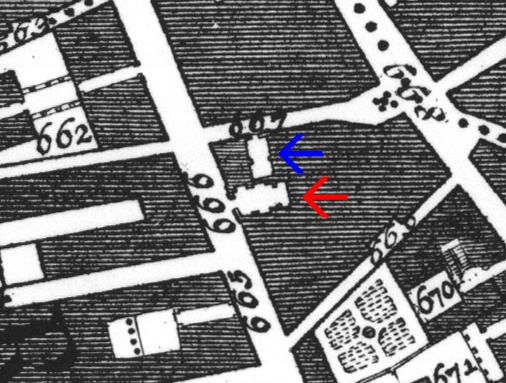
San Filippo Neri (flèche rouge) et son Oratoire (flèche bleue) dans leur contexte d'origine sur la carte de Rome de Giambattista Nolli (1748).

L'église est située dans le rione Regola, environ à mi-chemin de la via Giulia (au n. 134B) ; sa façade est orientée ouest-sud-ouest, dans un quartier encore saccagé par les démolitions commencées en 1938 pour la construction d'un route entre le Pont Mazzini et le Corso Vittorio Emanuele, jamais construit à cause de la guerre.

## Dénominations
L'église, à l'origine dédiée à Saint Trophime, est ensuite dédiée à Philippe Neri et, en raison de sa petite superficie, surnommée par la population romaine « San Filippino » (« Petit Saint Philippe »).

## Histoire
L'église est érigée en 1623 (ou, selon une autre source, en 1603) le long de la via Giulia. Le commanditaire en est Rutilio Brandi, un gantier toscan originaire de San Gimignano. Brandi est pénitent de Philippe Neri et Governatore de la « Compagnia delle Santissime Piaghe di Gesù » (« Compagnie des très saintes blessures de Jésus »), un institut fondé en 1617 et dont les membres sont des Florentins vivant à Rome,. Comme il a la goutte, Brandi fait dédier l'église à saint Trophime, le protecteur des goutteux. De plus, dans le bâtiment qui enserre l'église, il fonde deux œuvres caritatives : un petit hôpital pour prêtres, et un institut pour filles pauvres, dédié à Philippe Neri,,. À cause de cela, la dédicace du sanctuaire est attribuée avec le temps à saint Philippe Neri, « l'apôtre de Rome ».
En 1728, l'église est restaurée par Filippo Raguzzini à la demande du pape Benoît XIII ; l'ouvrage principal en est la nouvelle façade, érigée entre mai et octobre 1728 pour une dépense totale de 500 écus. La façade de l'église est à nouveau démolie et reconstruite entre 1767 et 1768 selon un projet de Giovanni Francesco Fiori, dans un style éclectique entre baroque et néoclassique.
En 1797, lorsque les Français à la suite du traité de Tolentino exigent une grosse somme d'argent du pape, San Filippo est la seule église de Rome à conserver son reliquaire en argent, car le recteur de l'église refuse de le donner à Pie VI,.
Comme elle n'est qu'à environ 100 mètres du Tibre, l'église est gravement endommagée lors d'une inondation en 1853, et à cause de cela est restaurée sous Pie IX la même année.
Dans le cadre des travaux de démolition commandés par Benito Mussolini en 1938 pour la construction d'une large avenue entre le ponte= Mazzini et la Chiesa Nuova, presque tous les bâtiments autour de l'église sont démolis, et l'église elle-même, profanée, n'est épargné qu'en raison de l'arrêt du projet du fait du début de la Seconde Guerre mondiale. Après cela, les œuvres d'art ont disparu entre des mains inconnues ou sont complètement perdues. Le bâtiment tombe alors en ruine : il sert d'entrepôt à bois et de dépôt pour le marché de fruits et légumes de Vicolo della Moretta à proximité. Dans les années 1960, toutes les fenêtres sont brisées, la façade s'est détériorée et le portail est muré ; cette situation dure plusieurs décennies. En 2000, année du Jubilé, l'église est restaurée, mais elle reste désacralisée et n'est pas accessible.

## Description

### Architecture

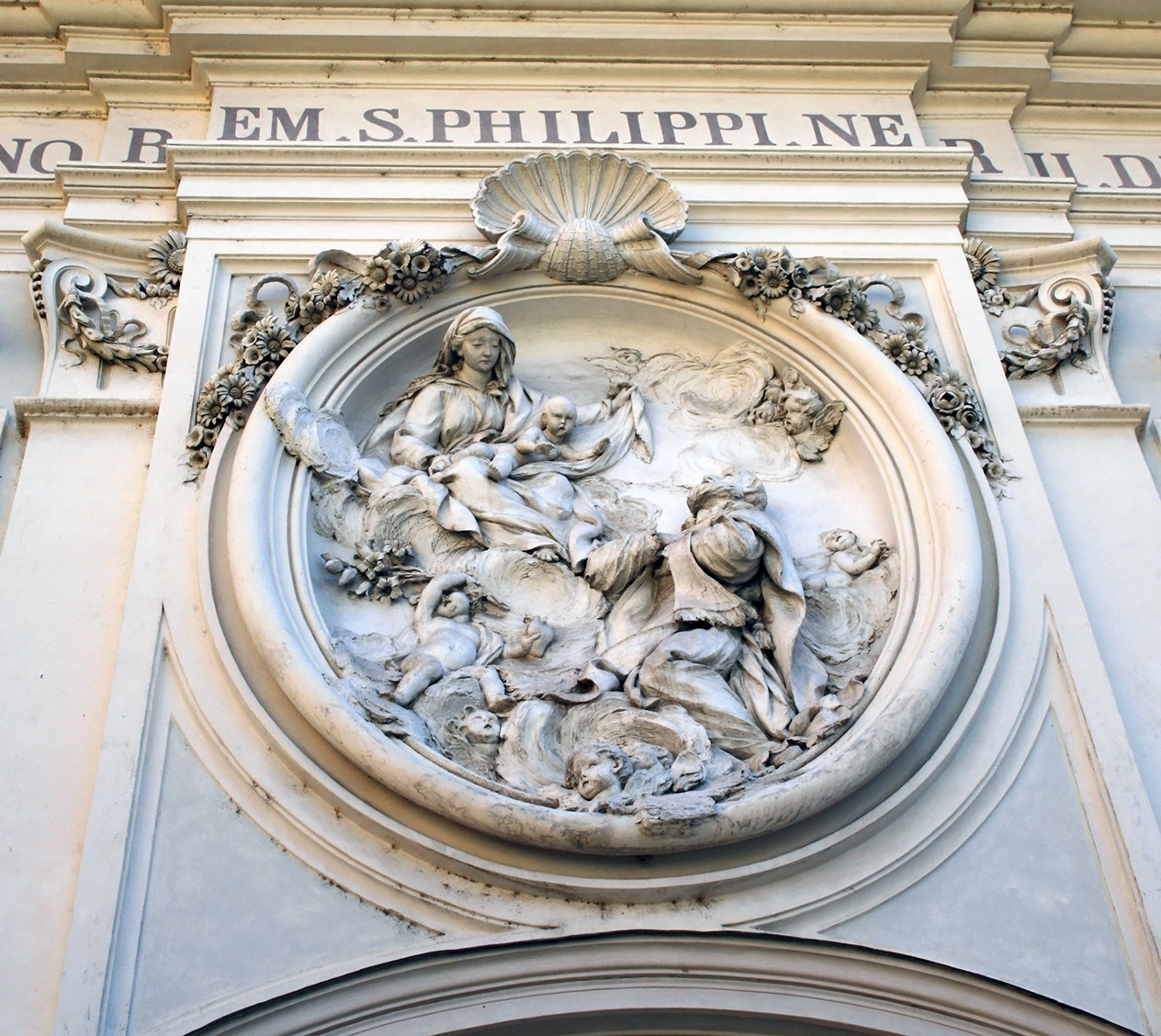
Médaillon en stuc de la façade.

La façade de Fiori est une construction à trois axes et à deux étages. Les trois axes sont formés par des lésènes d'ordre colossal, d'une variante de l'ordre ionique. Des festons  sont disposés entre les volutes des chapiteaux. Le portail est voûté par un tympan en arc brisé continu ; les travées des axes latéraux sont simplement segmentées. Au premier étage, l'axe central fait saillie à la manière d'un avant-corps, et l'élément ainsi créé contient un haut médaillon en stuc de forme ovale représentant Saint Philippe accueilli au ciel par la Vierge à l'Enfant, avec une gloire d'angelots, encadré de fenêtres décoré de figures en stuc,. Les fenêtres latérales sont surmontées de tympans arqués segmentés en saillie.
L'architrave en saillie au-dessus des éléments architectoniques est ornée de l'inscription de dédicace DEO. DANS. HONORÉ. S.PHILIPPI. NERII. DICATUM. Au-dessus, un tympan triangulaire en saillie dans un cartouche (d'où descendent des guirlandes des deux côtés) contient les armoiries de la compagnia.
Sur la façade faisant face à la via Giulia, est incrustée une table de propriété en marbre avec la devise de la compagnia : Plagis plaga curatur (« Les fléaux de l'âme sont guéris par les calamités »).

### Intérieur
Les dimensions intérieures de la petite église sont de 14 mètres de long et 8,40 mètres de large. L'intérieur du bâtiment a une seule nef et trois travées présentant une particularité :  l'axe central n'est pas, comme prévu, perpendiculaire à la façade, mais se penche d'environ 20 degrés vers le sud du fait des conditions spatiales difficiles au moment de la construction. Il y a trois chapelles très étroites de chaque côté. La voûte est constituée de voûtes en berceau transversales et en quinconce, qui décroissent en se dirigeant vers le chœur. Les arcs transversaux entre les fûts sont soutenus par des pilastres d'ordre toscan.
L'église possédait trois autels : les autels latéraux furent consacrés par le pape Benoît XIII en 1728. L'autel de droite était ornée d'un relief médiéval provenant des grottes vaticanes représentant la crucifixion, tandis que celui de gauche était surmontée d'un tableau de Filippo Zucchetti représentant Saint Trophime guérissant les goutteux. Sur le maître-autel se trouvait à l'origine une copie d'un tableau de Guido Reni représentant Saint Philippe (l'original se trouve à la Chiesa Nuova). En 1853, celui-ci fut remplacé par une peinture d'Albert Christoph Dies d'après un dessin de Tommaso Minardi représentant Saint Philippe porté au ciel par les anges,.

## Oratoire
Le long du vicolo del malpasso voisin, jouxtant le côté nord de l'église, se trouvait le petit oratoire - aujourd'hui démoli - de la Compagnia delle Santissime Piaghe di Gesù, qui était aussi dans un état délabré. Il abritait un tableau attribué à Federico Zuccari, avec pour sujet le Christ au mont des Oliviers.